# Garga
Garga est une commune rurale située dans le département de Niou de la province du Kourwéogo dans la région Plateau-Central au Burkina Faso.

## Géographie
Garga se trouve à environ 15 km à l'est de Natenga (anciennement appelé Niou), à 4 km à l'est de Mouni, ainsi qu'à 25 km au nord-est de Boussé, le chef-lieu provincial.

## Santé et éducation
Le centre de soins le plus proche de Garga est le centre de santé et de promotion sociale (CSPS) de Mouni tandis que le centre médical avec antenne chirurgicale (CMA) de la province se trouve à Boussé.